# Aloe rosette
Aloe rosette é uma espécie de liliopsida do gênero Aloe, pertencente à família Asphodelaceae.